# 1838 ve fotografii

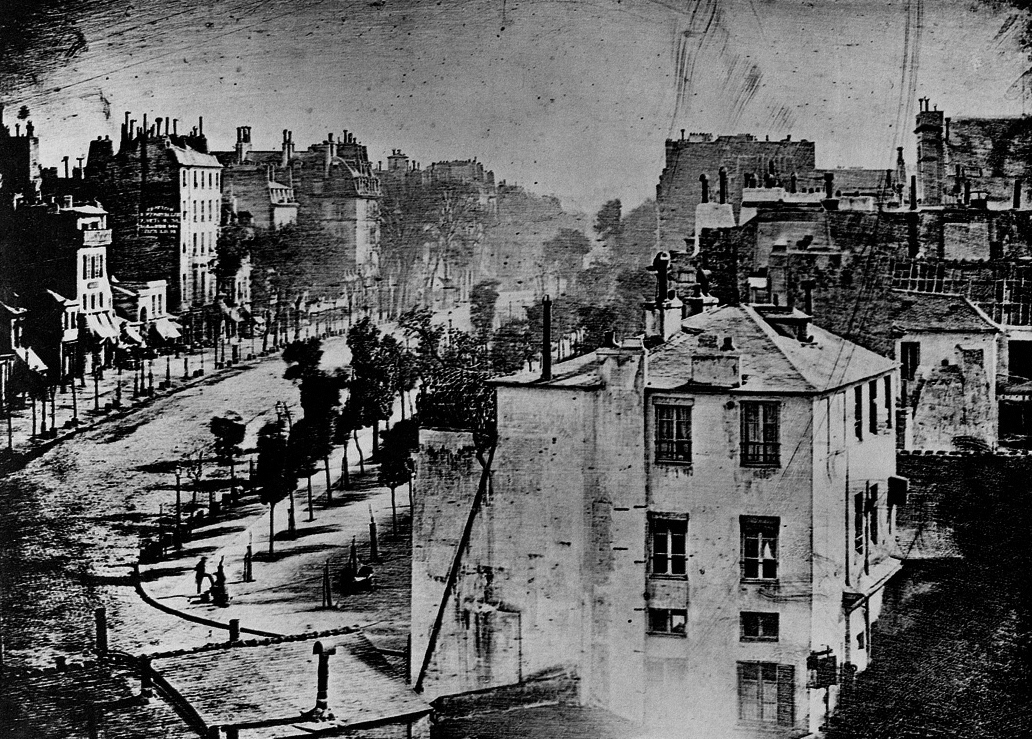
Louis Daguerre: Boulevard du Temple, první snímek s člověkem, 1838 nebo 1839

Tento článek obsahuje významné fotografické události v roce 1838.

## Události
- Louis Daguerre vyfotografoval Boulevard du Temple na konci roku 1838 nebo začátkem 1839, což byla první fotografií člověka. Zobrazuje rušnou ulici, ale kvůli desetiminutové expozici jsou pohybující se objekty rozmazané. Výjimku tvoří muž, který si nechává čistit boty.
- První stereoskop sestrojil anglický vynálezce Charles Wheatstone.[1][2]

## Narození v roce 1838
- 9. února – Sir John Benjamin Stone, britský politik a fotograf († 2. července 1914)
- 4. dubna – Mary Georgina Filmer, anglická fotografka a průkopnice fotografické koláže († 17. března 1903)
- 14. dubna – John Thomas, velšský fotograf († 14. října 1905)
- 4. května – Edward Livingston Wilson, americký fotograf a spisovatel († 23. června 1903)
- 17. června – Frederick Hollyer, anglický fotograf a grafik († 21. listopadu 1933)
- 17. července – Paul Sinner, německý fotograf († 30. března 1925)
- 10. října – Macusaburó Jokojama, japonský fotograf († 15. října 1884)
- 15. října – Hikoma Ueno, japonský fotograf, († 22. května 1904)
- 13. listopadu – Carlos Relvas, portugalský fotograf († 23. ledna 1894)
- ? – Charles Gallot, francouzský fotograf († 12. prosince 1919)
- ? – Clemens Weller, dánský fotograf německého původu (17. května 1838 – 17. července 1900)
- ? – Frederick Dally, kanadský portrétní a krajinářský fotograf anglického původu (29. července 1838 – 28. července 1914)
- ? – Nikifor Minkov, bulharský fotograf (1838–1928)